# Aikaterini Oikonomopoulou
Aikaterini "Katerina" Oikonomopoulou (grekiska: Αικατερίνη "Κατερίνα" Οικονομοπούλου), född 16 februari 1978 i Aten, är en grekisk vattenpolospelare. Hon ingick i Greklands landslag vid olympiska sommarspelen 2004 och 2008.
Oikonomopoulou tog OS-silver i damernas vattenpoloturnering i samband med de olympiska vattenpolotävlingarna 2004 i Aten. Hennes målsaldo i turneringen var fyra mål. Fyra år senare i Peking slutade Grekland på åttonde plats.